# Chruściki Wysp Owczych
Chruściki Wysp Owczych, trichopterofauna Wysp Owczych – ogół taksonów owadów z rzędu chruścików (Trichoptera), których występowanie stwierdzono na terytorium Wysp Owczych.
Z terenu Wysp Owczych do 2020 roku wykazano 20 gatunków chruścików z siedmiu rodzin i trzech podrzędów:
- podrząd: Annulipalpia
  - nadrodzina: Hydropsychoidea
    - rodzina: Polycentropodidae – przyocznicowate
      - Plectrocnemia conspersa (Curtis 1834) – kołczanek źródliskowy
      - Plectrocnemia geniculata McLachlan 1871
      - Polycentropus flavomaculatus (Pictet 1834)

    - rodzina: Psychomyiidae – upiorkowate
      - Tinodes waeneri (Linnaeus 1758)
      - Tinodes maclachlani Kimmins 1966

- podrząd: Spicipalpia
  - nadrodzina: Hydroptiloidea
    - rodzina: Hydroptilidae – wodolotkowate
      - Hydroptila tineoides Dalman 1819
      - Oxyethira flavicornis (Pictet 1834)

  - nadrodzina: Rhyacophiloidea
    - rodzina: Rhyacophilidae – otworówkowate
      - Rhyacophila dorsalis (Curtis 1834)

- podrząd: Integripalpia
  - nadrodzina: Limnephiloidea
    - rodzina: Apataniidae
      - Apatania muliebris McLachlan 1866

    - rodzina: Limnephilidae – bagiennicowate
      - Halesus radiatus (Curtis 1834)
      - Limnephilus affinis Curtis 1834
      - Limnephilus griseus (Linnaeus 1758)
      - Limnephilus ignavus McLachlan 1865
      - Limnephilus marmoratus Curtis 1834
      - Limnephilus rhombicus (Linnaeus 1758) – bagieniec rombowy
      - Limnephilus sparsus Curtis 1834
      - Limnephilus vittatus (Fabricius 1798)
      - Mesophylax impunctatus McLachlan 1884
      - Potamophylax cingulatus (Stephens 1837)

  - nadrodzina: Phyrganeoidea
    - rodzina: Phryganeidae – chruścikowate
      - Agrypnia obsoleta (Hagen 1864)